# Оспина Родригес, Мариано
Мариано Оспина Родригес (исп. Mariano Ospina Rodríguez, 18 октября 1805 — 11 января 1885) — южноамериканский политический деятель и бизнесмен.

## Биография
Мариано Оспина родился в 1805 году в Гуаске, вице-королевство Новая Гранада; его родителями были Сантьяго Оспина и Урбина Родригес. Он учился в Колледже Св. Варфоломея в Боготе, и в 1828 году получил степень по юриспруденции. Вскоре после этого он принял участие в Сентябрьском заговоре, направленном против объявившего себя диктатором Симона Боливара. Заговор провалился, и Оспина бежал в провинцию Антьокия, где присоединился к армии восставшего против Боливара генерала Хосе Мария Кордовы. После гибели Кордовы Оспина скрывался до случившейся в 1830 году смерти Боливара, а затем стал работать в структурах провозгласившего независимость штата Антьокия. С 1835 года он начал эксперименты по выращиванию кофе.
Генерал Эрран, ставший в 1841 году президентом Новой Гранады, сделал Оспину сначала министром внутренних дел, а затем министром внешних сношений. В правительстве Эррана Оспина принимал активное участие в разработке Конституции 1843 года и создании системы просвещения в стране. По окончании работы в правительстве Оспина вернулся в Конгресс. В 1848 году вместе с Хосе Эйсебио Каро он основал Консервативную партию.
В 1857 году Оспина выиграл президентские выборы, победив двух кандидатов от либералов. Так как Конституция 1853 года разрешила создание внутри страны новых штатов, то внутриполитическая картина сильно изменилась, и в 1858 году была принята новая Конституция, преобразовавшая республику в конфедерацию. В противовес центробежным тенденциям консерваторы провели в 1859 году через Конгресс два закона: в соответствии с одним из них президент получил право смещать губернаторов штатов и назначать их по своему выбору, а в соответствии с другим получил право создавать в штатах Административные департаменты, контролирующие расходование ресурсов штатов. Либералы посчитали эти законы антиконституционными, и в 1860 году началась гражданская война. В условиях гражданской войны было невозможно провести выборы, и поэтому, когда в 1861 году истёк президентский срок Оспины, новым президентом страны, в соответствии с Конституцией 1858 года, стал генеральный инспектор страны Бартоломе Кальво.
Вскоре войска либералов захватили столицу, и Оспина был арестован. В 1862 году ему удалось бежать, и он с семьёй перебрался в Гватемалу. Там он начал разводить кофе, став пионером выращивания кофе в Центральной Америке. В 1871 году Оспина с семьёй вернулся на родину, и занялся выращиванием кофе в Колумбии. В 1880 году он издал книгу «Cultivo del Café: Nociones Elementales al alcance de todos los labradores», обобщившую его опыт выращивания кофе в американских условиях.